# Schloss Salaberg

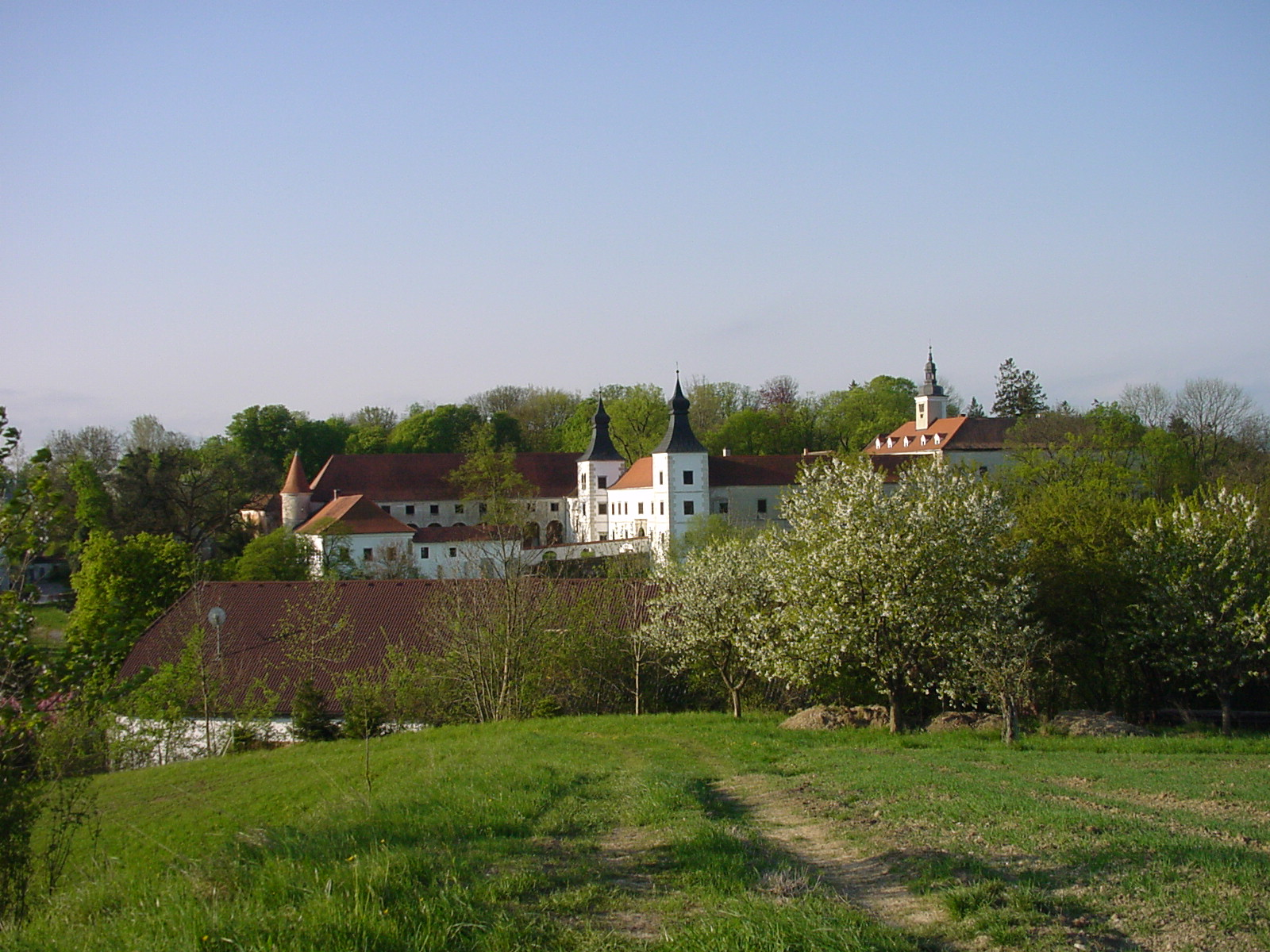
Das Schloss Salaberg von Haag aus gegen Süden

Das Schloss Salaberg erhebt sich im Südwesten der niederösterreichischen Stadt Haag. Das architektonische Bild des Schlosses wird durch drei aneinandergereihte Hofanlagen, die Silhouette des Baues durch die beiden Türme des mittleren Hofes und den Uhrturm des Arkadenhofes bestimmt.

## Geschichte

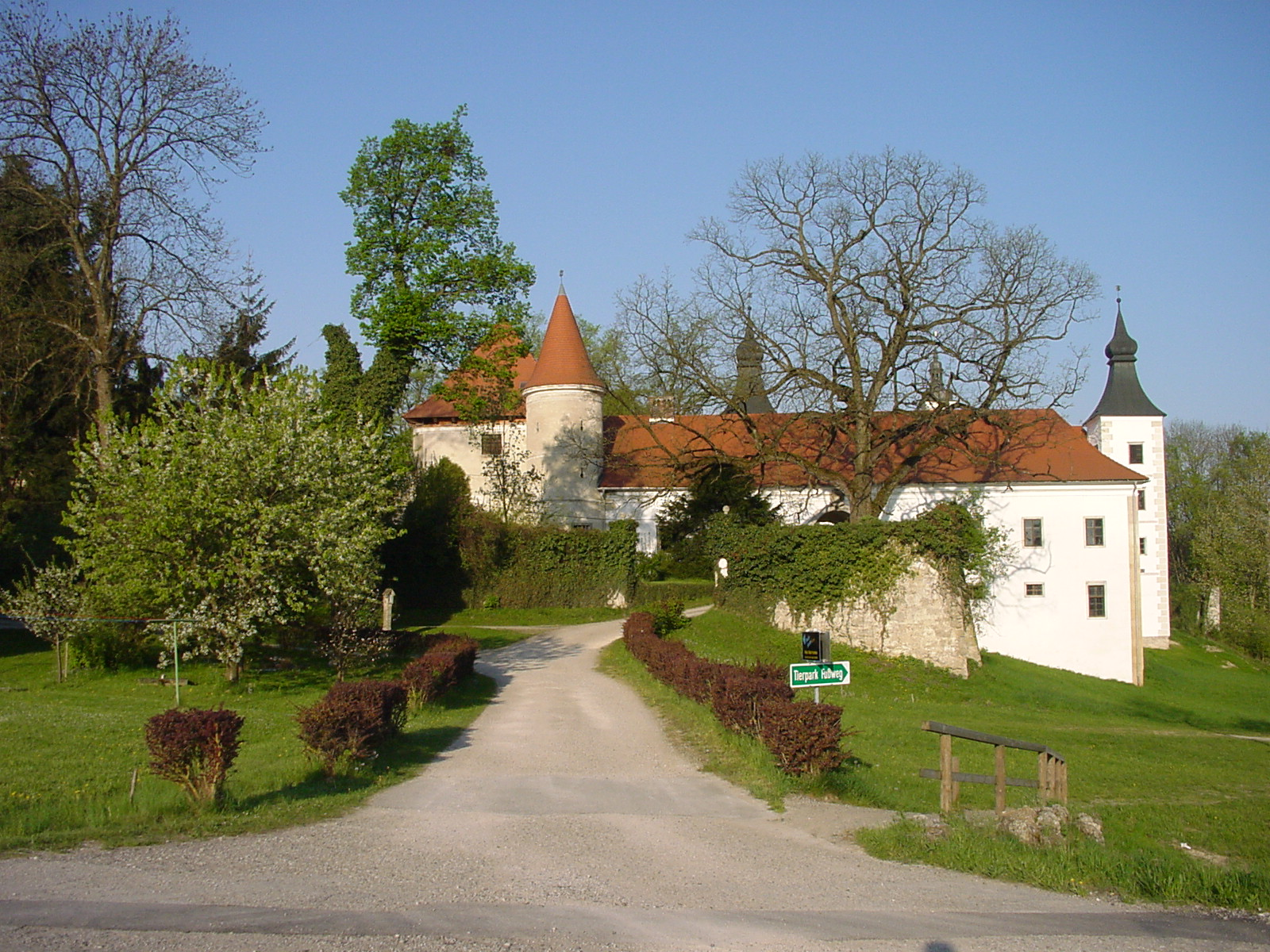
Das Schloss Salaberg im Sonnenaufgang von Osten aus

### Gründungszeit
Die erste bekannte Erwähnung des Schlosses, das damals noch eine Burg war, findet sich auf einer Urkunde aus dem Jahre 1282. 1530 erwarb die Burg Salaberg der aus dem Geschlecht der Herren von Köllnbach stammende Handelsherr Niclas Kölnbeck aus Steyr. Von der Familie Kölnbeck/Köllnbach wurde die Burg zu einem Renaissanceschloss ausgebaut. In diese Zeit fällt die Entstehung des Arkadenhofes. 1618 wurde das Schloss an die Familie der Grafen Salburg, direkte Vorfahren des heutigen Besitzers Konrad Mylius, verkauft. Georg Siegmund Graf Salburg und sein Sohn Franz Ferdinand Graf Salburg, den seine bemerkenswerte militärische Laufbahn bis zum Generalfeldmarschall-Leutnant führte, waren die bedeutendsten Bauherren von Salaberg. Durch sie wurde dem Schloss das Aussehen gegeben, das es noch heute zeigt.

### Erweiterungen

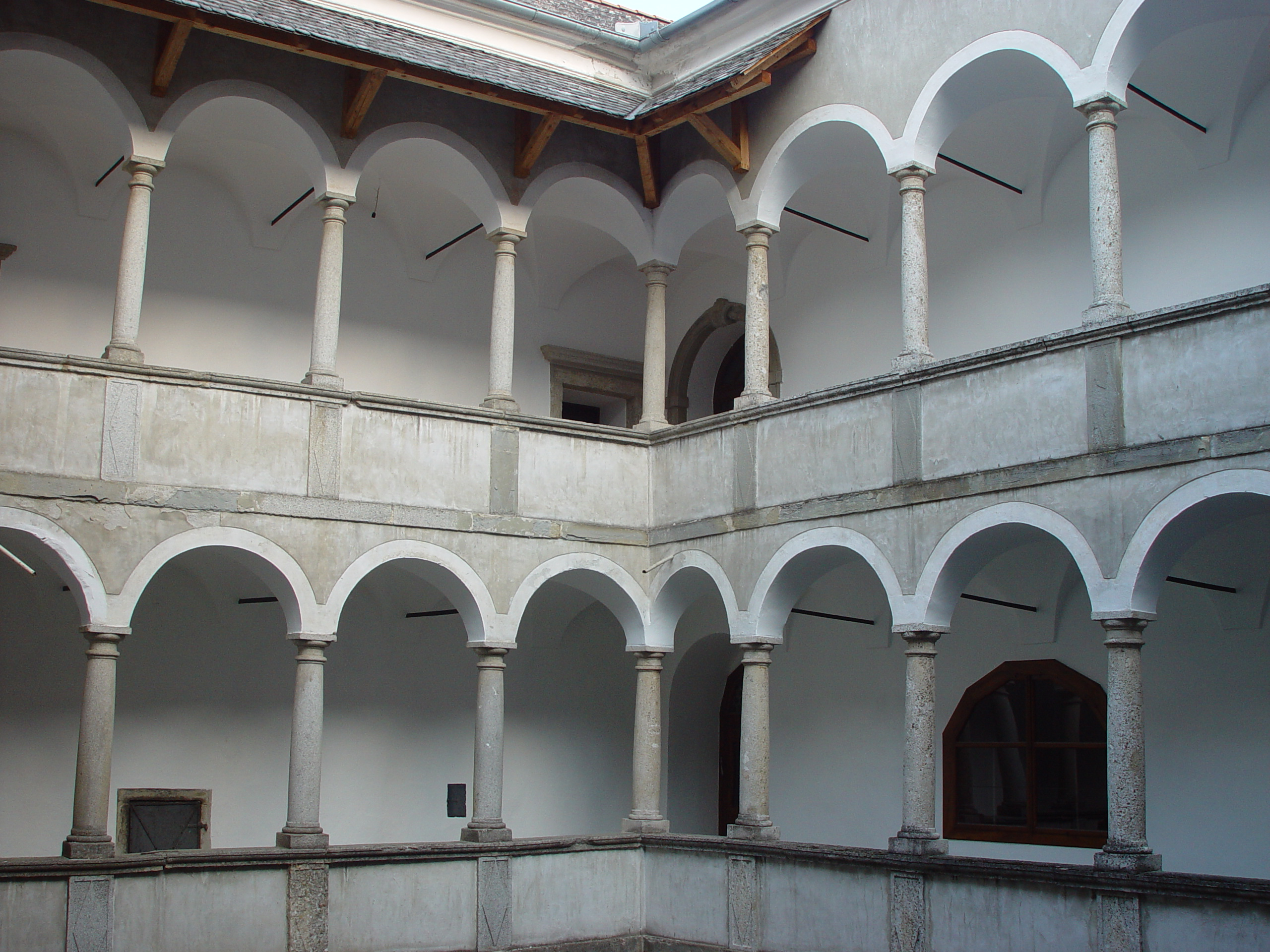
Der Innenhof von Schloss Salaberg mit den Arkaden

Im Bauvertrag vom 3. Februar 1637 des Georg Siegmund von Salaburg mit dem kaiserlichen Baumeister Marco Martino Spazzio wurden neue Trakte festgelegt. Um 1640 entstand der heute mittlere Hof, indem dem bereits vorhandenen Schloss im Ostteil drei zweigeschoßige Trakte hinzugefügt wurden. Dieser Hof wird an den Ecken von zwei vorragenden, im Grundriss nahezu quadratischen Türmen flankiert. Um 1700 wurde, ausgehend vom Bau der Schlosskapelle, der äußere Hof errichtet, der im Wesentlichen ein Wirtschaftshof ist. Diese Schlosserweiterungen des 17. und frühen 18. Jahrhunderts sind kunsthistorisch interessant, weil sich im Gegensatz zum Renaissanceteil nicht nur die Architektur, sondern auch künstlerisch wertvolle Innenausstattungen und die Gartenanlage erhalten haben.
Unter Franz Ferdinand Graf Salburg entstand auch der venezianische Festsaal des Schlosses. Das Erscheinungsbild dieses Festsaales wird durch den stark plastischen Stuck, den überreichen Gemäldeschmuck und die prächtigen Marmorarbeiten bestimmt. Diese marmornen Arbeiten, der Markus-Löwe an der linken Saalmitte, das Potraitfries im Bereich der Gesimsezone, die ganzfigurigen Gemälde und die anschaulichen Deckenfresken faszinieren jeden Besucher.

### Renovierungen

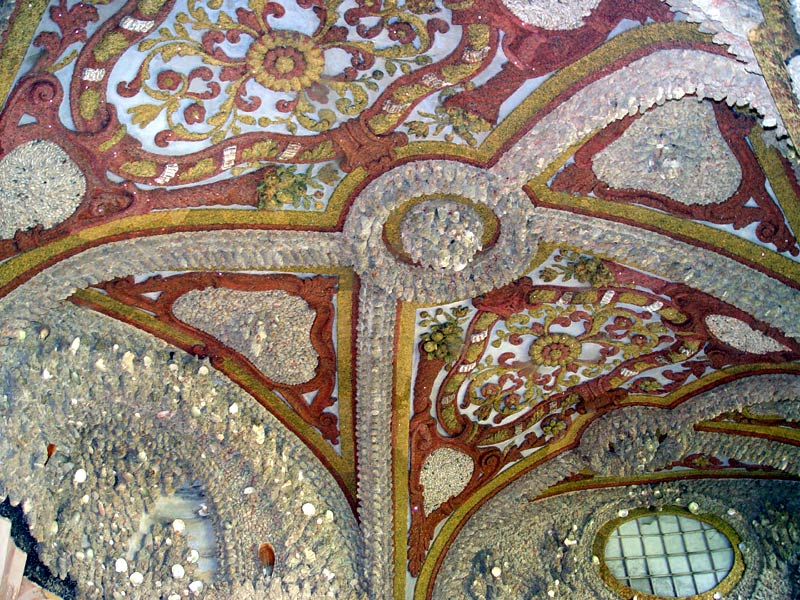
Badehaus von Schloss Salaberg, Gewölbe nach der Renovierung

Die Kriegszeiten im 20. Jahrhundert, insbesondere aber die durch die Besatzungszeit bedingten militärischen und zivilen Einquartierungen, hinterließen an den Baulichkeiten und bei den Kunstwerken gewaltige Schäden. Wegen der Ungunst der Zeit konnte erst in den siebziger Jahren mit gezielten Instandsetzungsmaßnahmen begonnen werden. Diese wurden und werden durch den heutigen Besitzer zusammen mit dem Bundesdenkmalamt und der Kulturabteilung des Landes Niederösterreich verstärkt fortgesetzt.
1999 wurde nach vierjähriger Renovierungsarbeit das Badehaus mit Hilfe der Messerschmitt Stiftung und des Bundesdenkmalamtes fertiggestellt und kann ab dem Jahre 2000 über den Tierpark Haag öffentlich besichtigt werden. Die Badeanlage von Salaberg verdient es als besondere Rarität gewertet zu werden und kann durchaus mit der Badenburg im Park des Nymphenburger Schlosses von München oder mit dem Marmorbad im Kasseler Schloss verglichen werden.
Das Schloss selbst ist derzeit nicht öffentlich zugänglich. Allerdings kann der venezianische Festsaal für private Veranstaltungen gemietet werden. Auch die Schlosskapelle, seit 1998 restauriert, steht für Messen (z. B. auch kleinere Hochzeitsmessen) zur Verfügung.

## Gartenanlagen

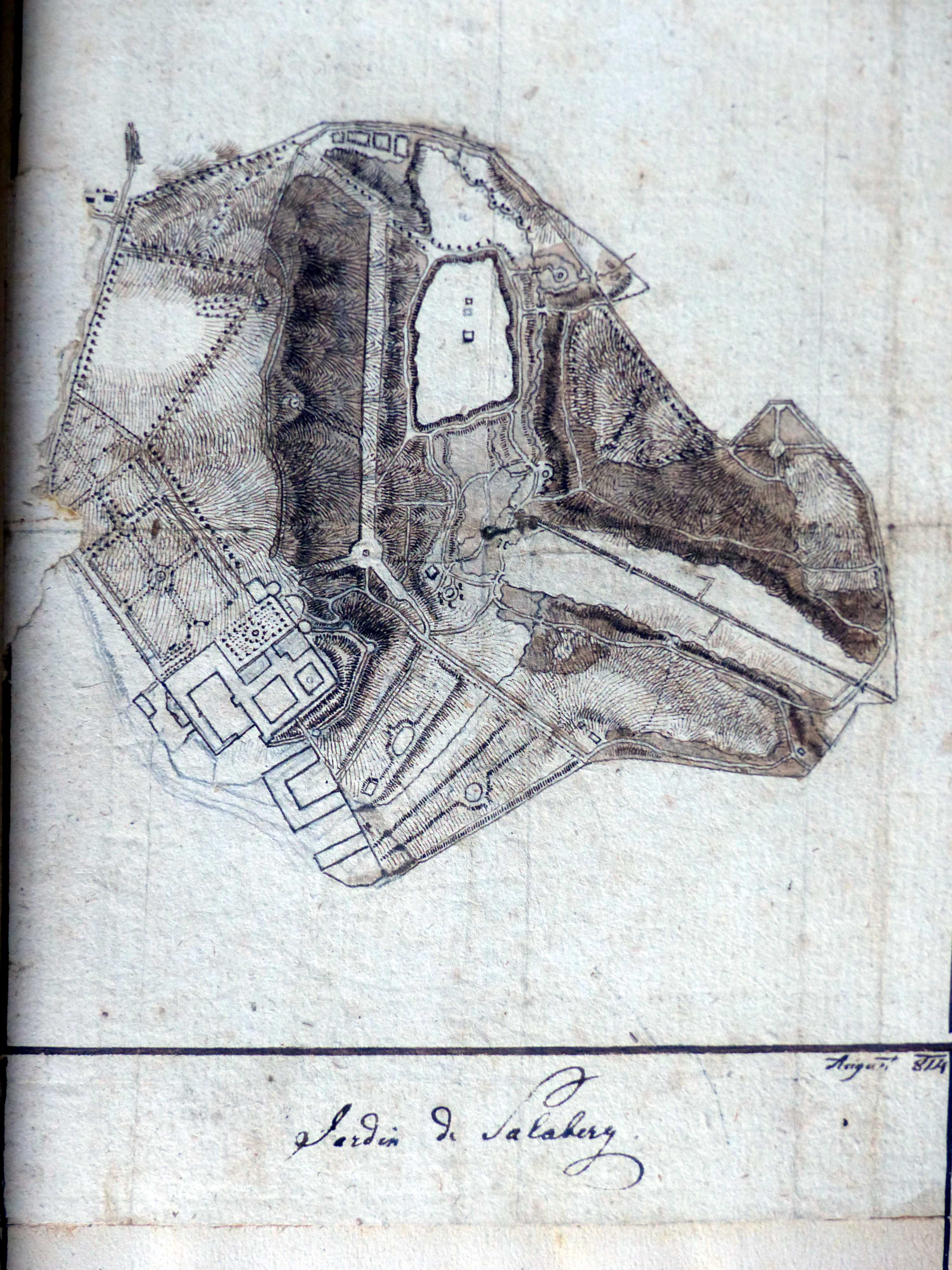
Plan des Schlossgartens 1814

Die Gärten des Schlosses wurden hauptsächlich im 16. und Anfang des 17. Jahrhunderts gestaltet, die Barockanlage ist heute in Grundzügen noch erkennbar, wurde aber bis in das 19. Jahrhundert mehrfach adaptiert. Sie gehört trotzdem zu den wichtigsten Barockgärten Österreichs.
Der große Landschaftsgarten östlich des Schlosses wurde um 1870 von Eduard Petzold, Direktor des Fürst Pücklerischen Parks im schlesischen Bad Muskau, gestaltet. Er wurde 1970–73 zum Tierpark Stadt Haag umgebaut. Die Anlage zeichnet sich durch einen besonders wertvollen historischen Baumbestand aus.
Die Garten- und Parkanlagen sind ein bedeutendes gartenarchitektonisches Denkmal und stehen als solche explizit unter Denkmalschutz (Nr. 19 im Anhang zu § 1 Abs. 12 DMSG). Der Landschaftsgarten im Tierpark ist (mit Eintritt) öffentlich zugänglich, die Schlossgärten stehen nur Hausgästen zur Verfügung.